# Aristotel
Aristotel (Stagira u Traciji, 384. pr. Kr. - Halkida, 322. pr. Kr.), starogrčki filozof i prirodoslovac. Postavio je Zemlju u središte svemira. Naglašava važnost logike ili rasuđivanja u filozofiji. Njegov filozofski sustav aristotelizam uči da se ljudsko znanje postiže najprije pomoću osjetnog iskustva.

## Životopis
Bio je Platonov učenik, a njegov metafizički dualizam odbacio je tvrdeći da u zbilji postoje samo pojedinačne stvari iz kojih razum apstrahira opće pojmove. U Ateni je osnovao vlastitu, peripatetičku filozofsku školu, koja je nastavila djelovati i poslije njegove smrti.
Po njegovu učenju, najviša je od svih znanosti "prva filozofija" (poslije nazvana metafizikom), jer proučava biće kao biće te otkriva da ono po sebi ima razna, to jest analogna značenja (biće kao kategorije: supstancija i njezinih devet akcidenata; biće kao zbilja i kao mogućnost; biće kao istinito). Sastavni i najviši dio "prve filozofije" jest teologija. Ona proučava božanski nus ili "um", koji je prvi, nepokretni i nepokrenuti pokretač sveukupne zbilje. Objašnjavajući gibanje i nastajanje kao prijelaz supstancije ne iz nebića u biće, nego iz bića kao mogućnosti u biće kao zbiljnost, Aristotel daje jedan od najvažnijih odgovora na središnji problem grčke filozofije. Taj prijelaz omogućuju metafizička načela materije (mogućnost neke stvari) i forme (ostvarenje te mogućnosti), koje u osjetnom svijetu ne postoje odvojeno, nego tek zajedno tvore konkretnu supstanciju. Gibanje se, dakle, događa tako da moguće biće postaje stvarno i stvarno moguće, čemu nema kraja, zbog čega je svijet vječan. Ali, da bi se ono potpuno objasnilo, potrebni su još tvorbeni i finalni uzrok, kao i "prvi uzrok", koji je sam nepokretan i stoga samo jedan. On je čista forma i čista zbilja (shvaćena kao čisto mišljenje, jer je mišljenje najviši oblik postojanja), dakle, najsavršenije biće, to jest bog. On se za svijet, koji mu je suvječan i nestvoren, ne zanima, niti ga misli, nego ga pokreće na način finalnog uzroka. Čovjek ima udjela u toj božanskoj zbilji po svom umu, koji je stoga besmrtan. Aristotel, međutim, ne objašnjava dovoljno u kakvom je odnosu um, koji on naziva i aktivnim, prema ostalim dijelovima ljudske duše (koju shvaća kao formu tijela) i prema božanskom nusu.

## Najvažnija djela
- Organon (Oruđe)
- Fizika
- Metafizika
- Nikomahova etika
- Politika
- Poetika (O pjesničkom umijeću)
- Retorika

U prošlosti poznati tumač Aristotelove Fizike iz redova Hrvata bio je franjevac iz Bačke Ladislav Spaić.
Većina Aristotelovih djela dostupna je danas na hrvatskom jeziku u prijevodu Tomislava Ladana.

## Vanjske poveznice

### Ostali projekti
|  | Zajednički poslužitelj ima stranicu o temi Aristotel    |
|  | Zajednički poslužitelj ima još gradiva o temi Aristotel |
|  | Wikicitati imaju zbirke citata o temi Aristotel         |

### Aristotelova djela
- Aristotel, Politika
- (grč.) Aristotelova najvažnija djela (Βικιθήκη)
- (lat.) Neka Aristotelova djela (Vicifons)
- (engl.) Aristotelova djela (The Internet Classics Archive)
- (engl.) Bogat izbor iz Aristotelovih djela (The University of Adelaide Library)

### O Aristotelu
- Aristotel Hrvatska enciklopedija, www.enciklopedija.hr
- Aristotel, Filozofski leksikon, LZMK, www.ifzg.hr
- (engl.) Opsežni tekstovi o različitim aspektima Aristotelovog učenja (Stanford Encyclopedia of Philosophy)
- (engl.) O Aristotelu  Arhivirana inačica izvorne stranice od 8. svibnja 2009. (Wayback Machine) (The Internet Encyclopedia of Philosophy)
- (engl.) O Aristotelu (The Catholic Encyclopedia)